# Simone Stewens
Simone Stewens (* 1956 in Heidelberg) ist eine deutsche Fernsehjournalistin und war Geschäftsführerin der ifs internationale Filmschule Köln.

## Leben
Von 1967 bis 1976 besuchte sie das Gymnasium Siegburg Alleestraße. Sie studierte Komparatistik, Neuere Deutsche Literatur und Romanistik in Bonn, München und Toulouse. Ab 1981 arbeitete sie als freie Journalistin für verschiedene ARD-Sender und das ZDF. Sie wechselte in die Filmredaktion des Bayerischen Rundfunks, unter anderem als Moderatorin und Autorin von Kinokino. Ab 1997 war sie als leitende Redakteurin für Dokumentar- und Spielfilm für den Lizenzhandel und Koproduktionen zuständig. 1999 übernahm sie die Gesamtleitung Film und Teleclub  und war stellvertretende Programmbereichsleiterin Spiel-Film-Serie im Bayerischen Fernsehen. Sie war dort für Kino-Koproduktionen wie Die Klavierspielerin und Invincible – Unbesiegbar verantwortlich.
Von 2002 bis 2020 war sie Geschäftsführerin der Filmschule Köln. Dort etablierte sie in Zusammenarbeit mit der Fachhochschule Köln mehrere Bachelor- und Master-Studiengänge.
Stewens Vater war Ulrich Wegener, Gründer und erster Kommandeur der GSG 9.